# Жанаарык (Куркелесский аульный округ)
Жанаарык (каз. Жаңаарық) — село в Сарыагашском районе Туркестанской области Казахстана. Входит в состав Куркелесского аульного округа. Код КАТО — 515465400.

## Население
В 1999 году население села составляло 1303 человека (648 мужчин и 655 женщин). По данным переписи 2009 года, в селе проживало 1935 человек (949 мужчин и 986 женщин).